# Saban Entertainment
La Saban Entertainment è stata una compagnia di produzione televisiva statunitense fondata nel 1980 da Haim Saban e Shuki Levy.

## Storia
La compagnia era conosciuta per aver importato, doppiato ed adattato numerosi anime giapponesi come Maple Town, Noozles (Fushigi na Koala Blinky and Printy), Samurai Pizza Cats (Kyatto Ninden Teyande), Dragon Ball Z e le prime tre serie dei Digimon in America del nord e sul mercato internazionale. La società ha anche prodotto cartoni animati e serie live action.
La Saban fu coinvolta nella coproduzione delle serie franco-americane create da Jean Chalopin per la DIC Entertainment. Alcune di queste serie dei primi anni ottanta erano Che magnifico campeggio, Ulisse 31, Jayce il cavaliere dello spazio e The Mysterious Cities of Gold (coprodotte con il Giappone).
La Saban fu anche celebre per gli adattamenti di alcuni tokusatsu giapponesi, diventati serial televisivi famosi in tutto il mondo come Power Rangers (basato sulle serie Super Sentai), Beetleborgs - Quando si scatena il vento dell'avventura (basato su Juukou B-Fighter), VR Troopers (bastao su Metal Hero Series Uchuu Keiji Shaider, Jikuu Senshi Spielban e Choujinki Metalder) e Masked Rider - Il cavaliere mascherato (basato su Kamen Rider Black RX).
Il 23 luglio 2001, è stato annunciato che la società sarebbe stata rilevata dalla Disney come parte della vendita della Fox Family Worldwide (attuale ABC Family Worldwide Inc.) di Haim Saban e News Corporation,. Il 24 ottobre 2001, la vendita è stata completata e Saban è stato rinominato BVS Entertainment (acronimo di Buena Vista Studios). Il successore della Saban Entertainment è la Saban Capital Group.

### Saban International Paris
Saban International Paris era una società di produzione televisiva con sede in Francia che ha operato dal 1977 al 2008. È stata fondata in Francia da Haim Saban e Jacqueline Tordjman come casa discografica, dopodiché, nel 1989, si è spostata nel campo dell'animazione. Lo studio avrebbe continuato a produrre molte serie animate per Fox Kids negli anni '90 e 2000. Haim Saban ha lasciato la società nel 2001, in seguito all'acquisto di Fox Family Worldwide da parte di The Walt Disney Company: a ciò seguì il cambio di nome della Saban International Paris in SIP Animation il 1 ottobre 2002. SIP ha continuato a co-produrre serie animate con Jetix Europe durante gli anni 2000, tra cui I Tofu e W.I.T.C.H.. Nel 2009, in seguito all'acquisizione completa di Jetix Europe da parte della Disney, SIP Animation è rimasta silenziosamente inattiva, finché il 12 maggio la società è stata oggetto di liquidazione e SIP Animation nel suo insieme è stata dichiarata completamente chiusa l'11 giugno 2012.

## Serie di animazione
Saban Entertainment
- Kidd Video (1984–1985) co-produzione con DIC Entertainment
- ALF (1987–1989) co-produzione con DIC Entertainment
- Zero in condotta (1987) co-produzione con DIC Entertainment
- The Karate Kid (1989) co-produzione con DIC Entertainment
- Che magnifico campeggio! (1989–1992), (stagioni 1 e 2)  co-produzione con DIC Entertainment
- Video Power (1990–1992)
- Junior, pianta mordicchiosa (1991) co-produzione con Marvel Productions
- Insuperabili X-Men (1992–1997) co-produzione con Marvel Entertainment
- Tutti in viaggio verso Pandalandia (1994)
- La fabbrica dei mostri (1994–1996) co-produzione con Abrams/Gentile Entertainment
- Trucchi, magie e illusioni per una dolce principessa (1995–1996)
- Tiritere e ghirigori per due topi in mezzo ai fiori (1996)
- Bureau of Alien Detectors (1996–1997)
- Il topo e il mostro (1996–1997)
- Silver Surfer (1998) co-produzione con Marvel Studios
- Bad Dog - Un cane che più cane non c'è (1998–1999) co-produzione con CinéGroupe
- Quella strana fattoria (1998–1999)
- Spy Dogs (1998–1999)
- Mad Jack (1998–1999)
- I Vendicatori (1999–2000) co-produzione con Marvel Studios
- I ragazzi della 402 (1999–2000) co-produzione con CinéGroupe
- Xyber 9 (1999–2000)
- Nascar Racers (1999–2001)
- Spider-Man (1999–2001) co-produzione con Marvel Studios
- Action Man (2000–2002)
- Vicini di campagna (2000)
- Andy il re degli scherzi (2001–2002) stagione 1, co-produzione con CinéGroupe

Saban International Paris
- Una sirenetta innamorata (1991) co-produzione con Antenne 2, Hexatel, Fuji TV
- 80 sogni per viaggiare (1992–1993) co-produzione con TF1, Canal+ e CNC
- I viaggi di Gulliver (1992–1993) co-produzione con France 2, Canal+ e CNC
- Un complotto tra le onde del mare (1993–1994) co-produzione con Media Films TV, Dargaud Films e Belvision Studios
- 20000 leghe nello spazio (1995–1996) co-produzione con M6, Montana e Seoul Broadcasting System Productions
- Chi la fa, l'aspetti! - Iznogoud (1995) co-produzione con P.I.A. S.A, France 2, BBC e RTL 4
- La famiglia dei perché (1995–1998) co-produzione con France 3 e ARD
- Scodinzola la vita e abbaia l'avventura con Oliver - Oliver Twist (1996–1997)
- La principessa Sissi (1997–1998) co-produzione con CinéGroupe, France 3, RAI, Ventura Film Distributors B.V. e Créativité et Développement
- Walter Melon (1997-1998) co-produzione con France 2, ARD e Scottish Television Enterprises
- Diabolik (1999–2001) co-produzione con M6, Ashi Productions e Mediaset
- Jim Bottone (1999-2000) co-produzione con CinéGroupe, Société Radio-Canada, WDR, Ventura Film Distributors, TF1, ARD e Thomas Haffa/EM.TV & Merchandising AG
- Grog di Magog (2000-2001) co-produzione con CinéGroupe, Société Radio-Canada, Ventura Film Distributors e TF1
- Jason and the Heroes of Mount Olympus (2001–2002) co-produzione con Fox Kids Europe, TF1, Fox Kids International Programming e  Fox Family Properties

## Adattamenti di Tokusatsu
| Titolo                                                  | Basato su                                                                      |
| ------------------------------------------------------- | ------------------------------------------------------------------------------ |
| Power Rangers (serie)                                   | Super Sentai (serie)                                                           |
| Beetleborgs - Quando si scatena il vento dell'avventura | Juukou B-Fighter (st. 1) B-Fighter Kabuto (st. 2)                              |
| VR Troopers                                             | Metal Hero Series Uchuu Keiji Shaider Jikuu Senshi Spielban Choujinki Metalder |
| Masked Rider - Il cavaliere mascherato                  | Kamen Rider Black RX                                                           |